# 배성재 (1979년)
배성재(裵城裁, 1979년 7월 1일 ~ )은 대한민국의 전 축구 선수이자 현 지도자로 현재 K리그2의 충남 아산 FC의 감독으로 재직 중이며 선수 시절 대전 하나 시티즌에서 미드필더 겸 수비수로 활동했다.